# Brug 653
Brug 653 is een bouwkundig kunstwerk in Amsterdam Nieuw-West.
De brug werd in de periode 1956-1957 gebouwd in de Jan Tooropstraat en leidt sindsdien vanuit de Jan Evertsenstraat naar de Garage West van het GVB als ook later naar het OLVG-West (voormalige (Sint Lucas Andreas Ziekenhuis). De brug is gespannen over de afwateringstocht die aan de noordzijde van de Jan Evertsenstraat is gegraven. De doorvaartbreedte is 9 meter, maar door de ondiepte van het water is dit alleen bevaarbaar door kano's en kleine bootjes. De tocht leidt verder door het Rembrandtpark, en sluit aan de andere kant aan op het water van de Slotervaart.
De brug is op de leuningen/balustrades na geheel van beton. Ze is daarbij circa 21,50 meter breed, verdeeld over voet- en fietspaden en rijdekken.
Op 18 september 1989 kreeg tramlijn 13 een nieuw korter tracé "de drie Jannen" en rijdt sindsdien over de brug. De brug moest daarop aangepast en verstevigd worden om het gewicht van de trams te kunnen dragen. De tram kon de rechte hoek niet ronden waardoor de brug aan de zuidzijde breder werd en de balustrade met een bocht loopt. Sinds 2014 rijden er behalve in en uitrukkende bussen naar Garage West geen buslijnen meer over de brug.
De brug werd ontworpen door de Dienst der Publieke Werken, maar onbekend is de specifieke esthetische architect. De brug is samengesteld uit 129 betonnen liggers van verschillende lengten en die dragen mede circa 5070 kg staal in de leuningen etc. , aldus de aanbesteding in 1956.

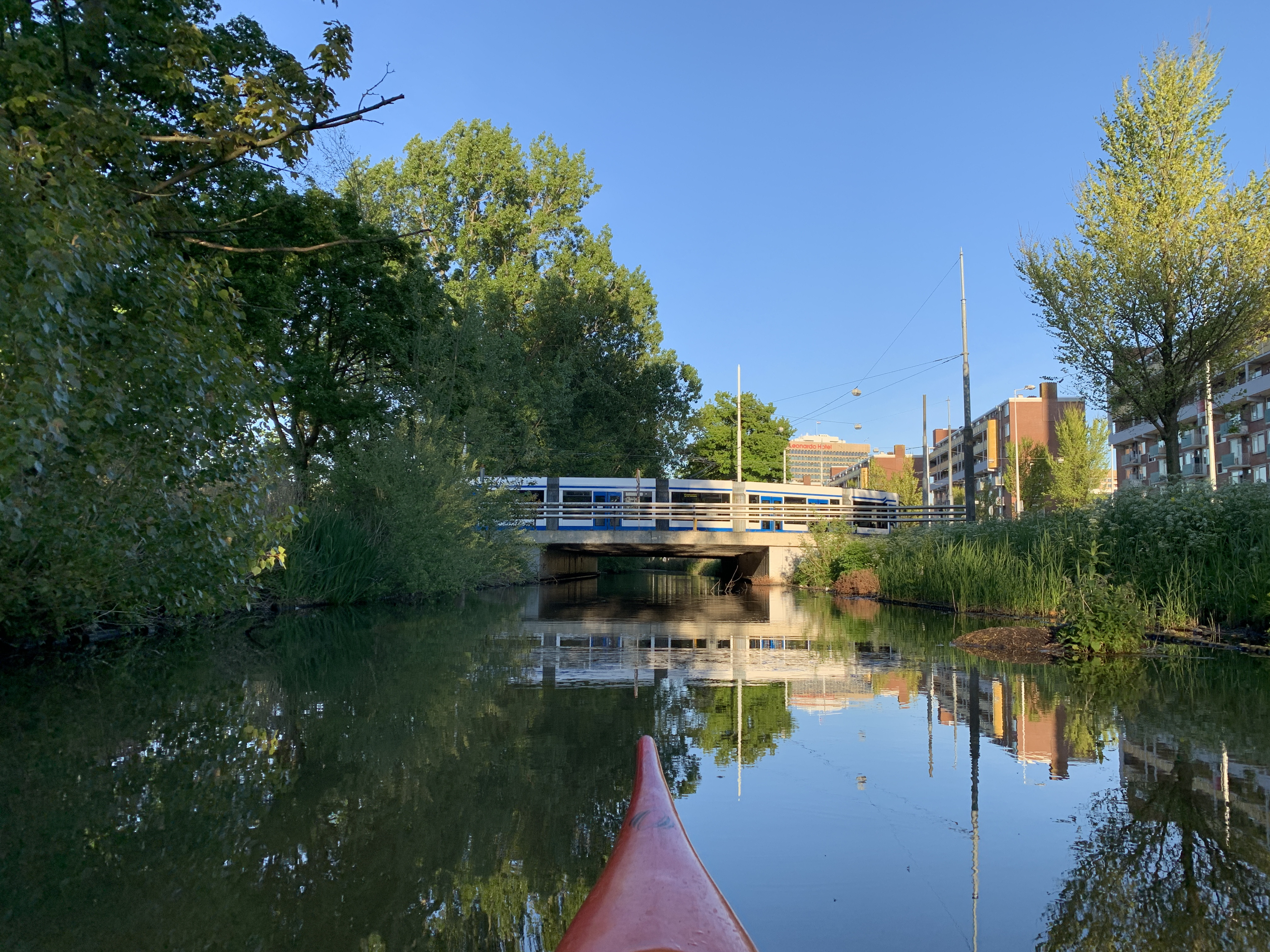
De brug in mei 2020, gezien naar het oosten, met erop een Combino van lijn 13
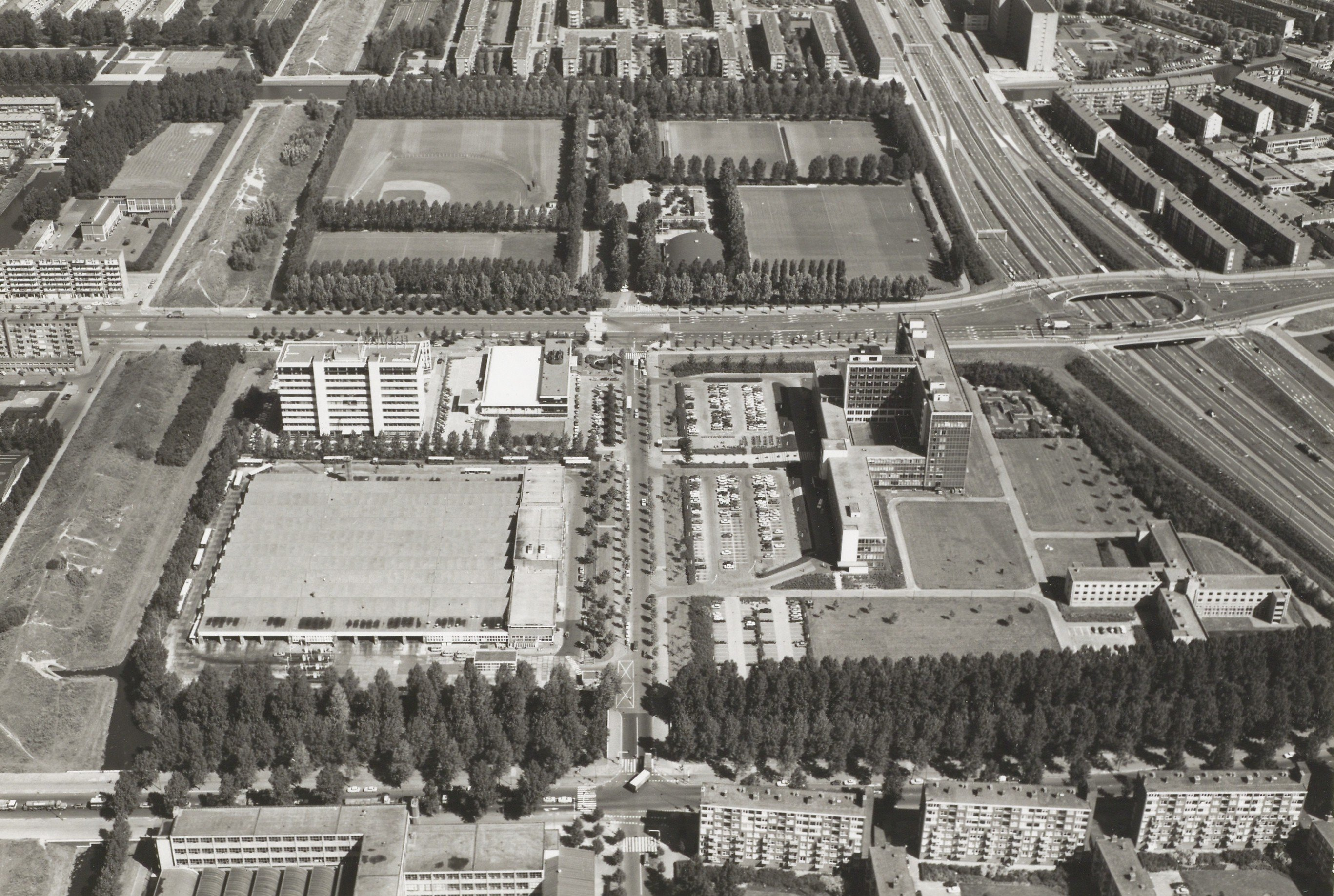
Luchtfoto van de omgeving met brug 653 onder in het midden (augustus 1974)
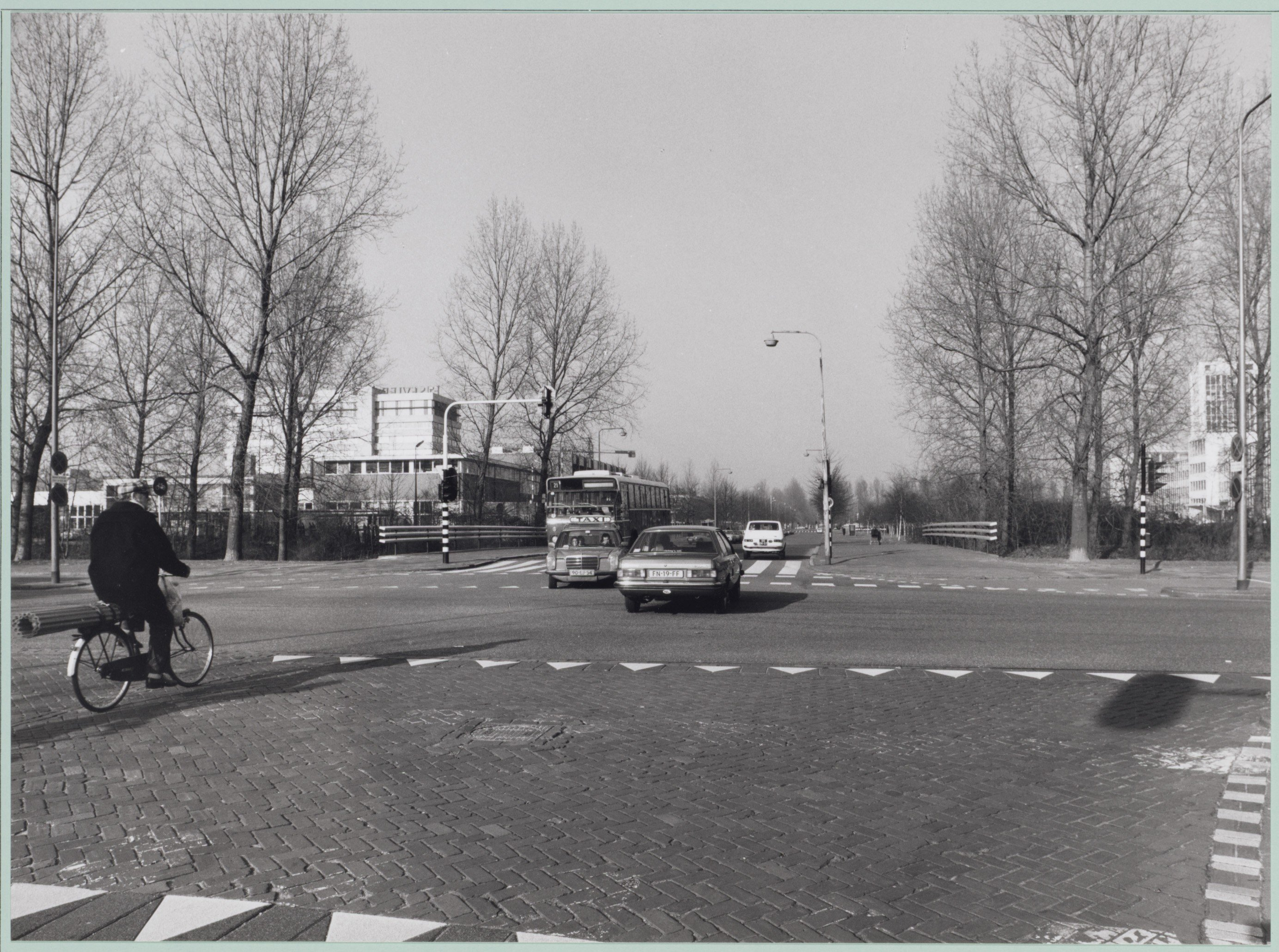
De brug gezien in de richting Jan van Galenstraat, februari 1980

<<< · 600 · 601 · 602 · 603 · 604 · 605 · 606 · 607 · 608 · 609 · 610 · 611 · 612 · 613 · 614 · 615 · 616 · 617 · 618 · 619 · 620 · 621 · 622 · 623 · 624 · 626 · 627 · 628 · 629 · 630 · 631 · 632 · 633 · 634 · 635 · 636 · 637 · 638 · 639 · 643 · 651 · 652 · 653 · 655 · 656 · 657 · 658 · 659 · 660 · 661 · 662 · 663 · 664 · 665 · 666 · 667 · 668 · 669 · 670 · 671 · 673 · 674 · 675 · 676 · 677 · 678 · 679 · 681 · 682 · 683 · 684 · 685 · 687 · 688 · 689 · 690 · 691 · 692 · 695 · 696 · 699 · >>>
Verdwenen brugnummers: 625 (afgebroken brug Sam van Houtenstraat), 640, 644, 645, 646, 647, 648, 650, 672 (duiker Cornelis Lelylaan, Rembrandtpark), 694, 698.
Nooit gebouwd: 649, 680 (nooit gebouwde brug Sloterplas).
Brugnummers 641, 642, 654, 686, 693, 694 en 697 zijn onbekend.